# 퀵패스 인터커넥트
퀵패스 인터커넥트(QuickPath Interconnect)는 QPI 또는 퀵패스로도 불리며, 기존의 FSB를 대신하며 마이크로프로세서간 또는 마이크로프로세서와 칩셋과의 외부 접속을 위해 인텔이 개발한 버스 프로토콜의 이름이다. 고속, 고효율적인 패킷 기반의 점대점(point-to-point) 상호 연결 버스이다. 인텔의 CPU 중 내장된 메모리 컨트롤러를 사용하는 차세대 CPU에 이 기술이 쓰이며, 네할렘 마이크로아키텍처를 사용하는 인텔 코어 i7 데스크톱 프로세서와 서버 프로세서, 그리고 아이테니엄의 투킬라 프로세서부터 사용된다.

## 특징
각 버스마다 방향당 16 비트 데이터의 폭의 상/하용 2개의 단방향 20 비트 점대점 링크로 구성되어 있으며, 독립된 클럭 신호가 있다. 각 핀들은 차동(Differential Pair)신호로서 총 핀수는 84개이다. 전송속도는 4.8 GT/초에서 6.4 GT/초로 플랫폼에 따라 다양하다. 따라서 대역폭은 단위 링크당 최대 25.6 GB/초가 된다.
높은 가용성이 요구되는 서버에서는 여러 RAS(Reliability, Availability, Serviceability, 한국어: 신뢰성, 가용성, 서비스 편의성) 기능을 겸비하고 있다. 20+1개의 신호 중 하나 또는 그 이상의 신호가 문제가 생기면 15+1 또는 10+1, 5+1로 전송이 가능하며 클럭 신호에서도 문제가 생기면 이 문제된 클럭 신호를 데이터 신호에 다시 할당하여 데이터를 전송할 수 있다. 또한 데이터 전송 오류를 줄이기 위한 4개의 순환 중복 검사(CRC) 핀이 있어 데이터를 정확히 전송할 뿐만 아니라 데이터 전송 패킷 내에 오류 확인을 위한 부분을 따로 둘 필요가 없어 전체의 패킷 크기를 줄일 수 있다.

## 같이 보기
- 네할렘 마이크로아키텍처
- FSB
- 하이퍼트랜스포트